# Atlas Internacional de las Nubes

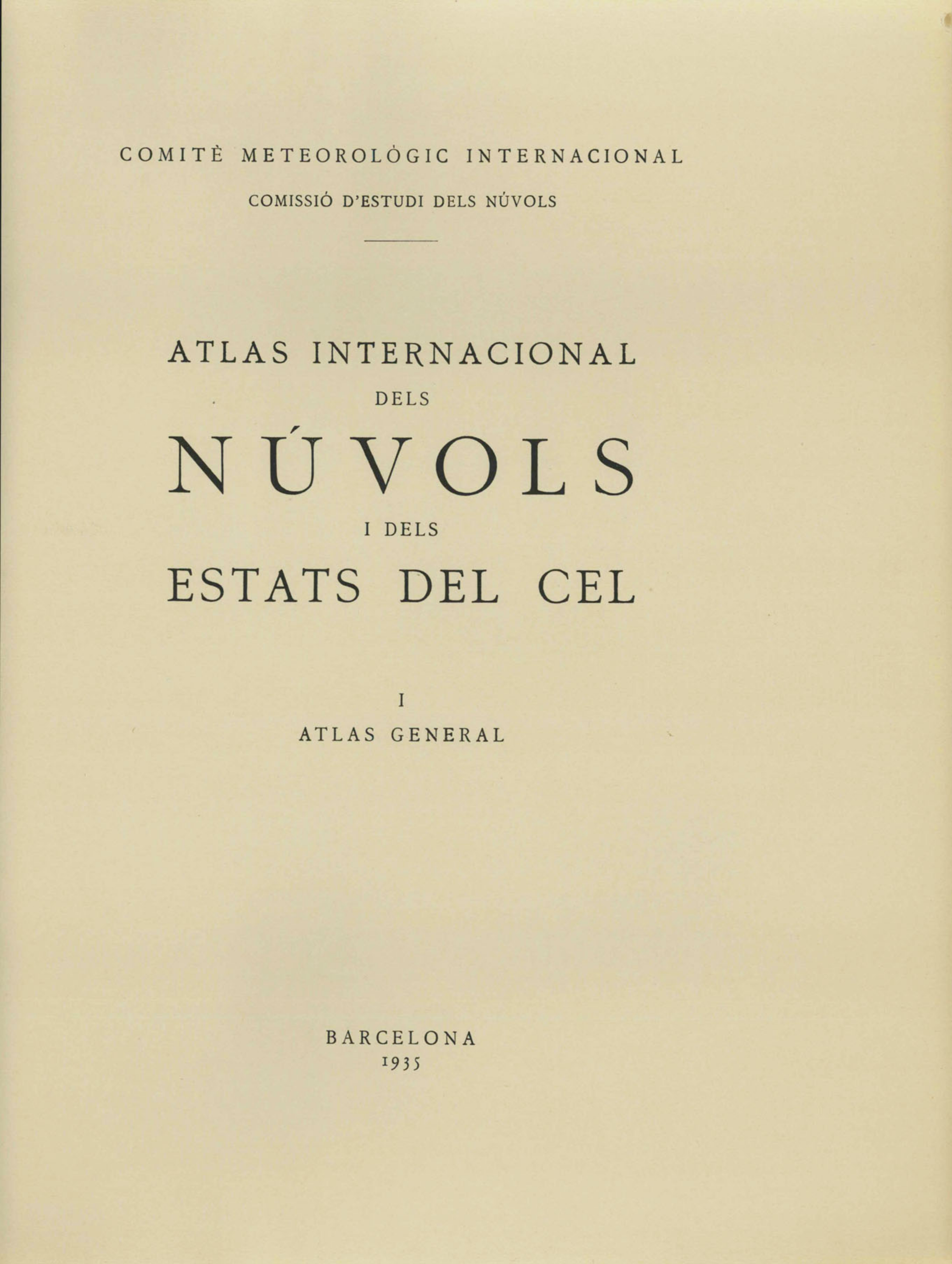
Portada en catalán del Atlas Internacional de las Nubes y los Estados del Cielo (1935)

El Atlas Internacional de las Nubes y los Estados del Cielo fue publicado por la OMI en francés, inglés, catalán y alemán durante el periodo 1930-1935 gracias al mecenazgo de D. Rafael Patxot i Jubert y el trabajo desarrollado por el Servicio Meteorológico de Cataluña dentro de la Comisión Internacional para el Estudio de Nubes, en junio de 1929. Esta comisión fue creada con el objetivo de elaborar un nuevo atlas de nubes internacional que sustituyera a los anteriores. Por notable que hubiera sido en su época, la obra anterior, de 1896, no era perfecta. El paso de los años había revelado algunas imperfecciones y lagunas, y la observación de las nubes desde los aviones aportaba nuevos puntos de vista que había que tener en cuenta.
Primero salió a la luz una versión reducida para utilidad de los observadores (1930) con el objetivo de facilitar la aplicación del nuevo código de nubes, y posteriormente, la versión completa (entre 1932 y 1935) siendo la versión catalana la última en publicarse. La obra finalmente publicada fue referente internacional durante muchos años.
Actualmente hay nuevas aportaciones que pretenden enriquecer el conocimiento relativo a las nubes, como la propuesta sobre antroponubes, presentada por un grupo de investigadores catalanes.

## Primera edición
El primer Atlas Internacional de las Nubes se publicó en 1896. Se trataba de una edición trilingüe (en francés, inglés y alemán), titulada Atlas international des nuages = International cloud-atlas = Internationaler wolken-atlas.
Fue preparado por Hildebrandsson, Albert Riggenbach, y Leon Teisserenc de Bort, miembros de la Comisión de Nubes del Comité Meteorológico Internacional. Consta de 28 fotocromos de nubes, (mayoritariamente a partir de fotografías, pero también de algunas pinturas), con texto en francés, inglés, y alemán. Las imágenes se seleccionaron entre las 300 mejores fotografías en color de las nubes proporcionadas por miembros de la comisión.
|                                                                         |
| Imágenes del "Atlas Internacional de las Nubes" (Primera edición: 1896) |

## Ediciones posteriores
El Atlas internacional de Nubes ha sido publicado en múltiples ediciones desde 1896, incluyendo las de 1911, 1932, 1939, 1956, 1975 y 1995. Como se ha señalado, la edición de 1932 (de especial significado para la ciencia de la meteorología en Cataluña) fue titulada "International Atlas of Clouds and of States of the Sky" (Atlas de nubes y de los Estados del Cielo).
La edición de 1939 modificó el título a International Atlas of Clouds and Types of Skies (Atlas Internacional de las Nubes y de los Tipos de Cielos). La edición de 1956 fue la primera publicada en dos volúmenes, separando el texto y las imágenes. Esta decisión permitió abaratar el libro y facilitó la publicación de ediciones traducidas a distintos idiomas. Por ejemplo, fue traducido al polaco en 1959 (Międzynarodowy atlas chmur; skrócony atlas) y al noruego en 1958 (Internasjonalt skyatlas 1956).
La edición de 1975 se publicó en dos volúmenes separados por 12 años: Volumen I (texto) en 1975 y volumen II (imágenes) en 1987. Entre sus novedades se incluyó un nuevo capítulo describiendo las nubes desde arriba, como se ven desde un avión. Además, la clasificación anterior de hidrometeoros fue sustituida por una clasificación de meteoros, en la que los hidrometeoros forman un grupo:
- Hidrometeoros: un conjunto de partículas de agua líquidas o sólidas suspendidas en, o cayendo a través de la atmósfera, soplado por el viento desde la superficie terrestre, o depositado en los objetos en la tierra o en aire libre.
- Litometeoros: un conjunto de partículas, la mayoría de las cuales son sólidas y no acuosas. Las partículas permanecen más o menos suspendidas en el aire, o son levantadas por el viento desde el suelo.
- Fotometeoros: un fenómeno luminoso producido por la reflexión, refracción, difracción o interferencias de la luz del sol o la luna.
- Electrometeoros: una manifestación visible o audible de la electricidad atmosférica.